# Mårten Nilsson Kjerrulf
Mårten Nilsson  Kjerrulf, född troligen 1634 i Veddige socken i Halland, död 1690 i Vessige socken i samma landskap, var en svensk präst.
Kjerrulf var en tid pastor vid Aschebergs halländska regemente och blev 1662 kyrkoherde i Vessige och Askome pastorat av dåvarande Göteborgs superintendentia. Då danskarna 1676 inföll i Halland och det visade sig, att en stor del av detta landskaps invånare fasthängde med sina sympatier vid Danmark, förblev Kjerrulf däremot sitt lagliga överhuvud, Sveriges kung, orubbligt trogen samt verkade nitiskt 
för Sveriges sak. Han anskaffade på egen bekostnad proviant åt hären och gjorde sig genom förställning underrättad om fiendens operationsplaner, vilka han därefter meddelade åt den svenske kommendanten, generalmajor Sperling. Men en granne angav honom för danskarna, varefter Kjerrulf fängslades och sändes till Köpenhamn. Han beredde sig likväl snart tillfälle att undkomma därifrån på det sätt, att han i ett bykkar bars förbi vakterna ned till sjön och med en skånsk båt fortsatte flykten till Malmö. Kjerrulf hade nio söner, av vilka två blev präster, sex stupade som officerare i Karl XII:s krig och en blev köpman i Göteborg. 
Det har antagits, att Kjerrulf som belöning för sin visade trohet erhållit ett av Karl XI utfärdat kondonationsbrev, som tillförsäkrade hans efterkommande såväl på mans- som kvinnolinjen arvsrätt till Vessige och Askome pastorat. Brevet, enligt uppgift daterat den 24 november 1677, finns emellertid inte i Riksregistraturet. Några arvsanspråk framställdes inte heller vid de två första tillfällena, då pastoratet efter Kjerrulfs död var ledigt (1690 och 1735), utan först 1760. Då inlämnade komminister Petter Wetterberg till Göteborgs domkapitel en vidimerad avskrift av nämnda brev. Kungl. Maj:t stadfäste detta den 16 september 1760. Därefter var pastoratet ärftligt, ända till år 1900. Efter noggranna undersökningar, som konstaterade, att Karl XI säkerligen inte utfärdat något kondonationsbrev, tillbakavisade Kungl. Maj:t detta år alla arvsanspråk till det då lediga pastoratet och förklarade, att det i vanlig ordning skulle återbesättas som ett konsistoriellt pastorat.